# Sosippus michoacanus
Sosippus michoacanus är en spindelart som beskrevs av Brady 1962. Sosippus michoacanus ingår i släktet Sosippus och familjen vargspindlar. Inga underarter finns listade i Catalogue of Life.